# Powiat goniądzki
Powiat goniądzki (niem. Kreis Goniondz) – jednostka administracyjna na ziemiach zabranych istniejąca w latach 1795–1807. Należała do Królestwa Prus (do departamentu białostockiego Prus Nowowschodnich). Siedzibą władz powiatu był Goniądz.

## Historia
16 listopada 1794 upadło powstanie kościuszkowskie, w rok później upadła I Rzeczpospolita. Po trzecim rozbiorze tereny północno-wschodniej Polski weszły w skład państwa pruskiego, które utworzyło z nich nową prowincję Prusy Nowowschodnie z podziałem na dwa departamenty: białostocki i płocki. Departament białostocki podzielono na dziesięć powiatów (dystryktów) – jednym z nich był powiat goniądzki.
Powiat goniądzki utworzono głównie z północnych części województwa podlaskiego I Rzeczypospolitej. Powiat goniądzki objął 10 miast: Augustów, Goniądz, Grajewo, Jedwabne, Osowiec, Radziłów, Rajgród, Szczuczyn, Wąsosz i Wizna.
Powiat goniądzki zniesiono w związku na mocy traktatu tylżyckiego z 1807 roku, kiedy to główna część jego obszaru weszła w skład Księstwa Warszawskiego (państwa polskiego związanego unią personalną z Królestwem Saksonii), gdzie został włączony do departamentu łomżyńskiego. Jedynie sam Goniądz i najbliższe okolice przekazano Imperium Rosyjskimu, gdzie wszedł w skład obwodu białostockiego i utworzonego tam powiatu białostockiego.